# My Spy
My Spy è un film del 2020 diretto da Peter Segal.

## Trama
JJ è un ex Ranger dell'esercito americano appena assunto come agente della CIA. Tuttavia, la mancanza di sottigliezza di JJ lo porta a rovinare la sua prima missione importante: smantellare un traffico illegale di plutonio per uso militare a Pripyat tra la mafia russa e Hassan, un terrorista mediorientale. Nonostante ciò, il suo capo David Kim assegna a lui e all'operatrice tecnica Bobbi (che venera JJ come un eroe) il compito di tenere d'occhio la famiglia acquisita di Victor Marquez, un trafficante d'armi francese illegale che ha ottenuto i piani di costruzione di una bomba nucleare miniaturizzata che intende vendere ad Hassan. Victor ha perso questi piani a causa del fratello David, che li ha nascosti prima di essere assassinato dallo stesso Victor; Kim sospetta che i piani possano essere in possesso della moglie americana di David, Kate, e della loro figlia di 9 anni Sophie, che si è trasferita dalla Francia a Wicker Park, Chicago, dopo la scomparsa di David.
JJ e Bobbi si trasferiscono nell'edificio in cui vivono Kate e Sophie e impostano la loro sorveglianza. Tuttavia, Sophie trova presto una delle loro telecamere nascoste, ne rintraccia il segnale e si imbatte nella postazione operativa. Affrontando JJ e Bobbi, ricatta JJ affinché le faccia compagnia mentre cerca di adattarsi alla vita di una ragazzina americana e di farsi nuovi amici alla sua scuola, la Oaktree Charter School. Nonostante l'imbarazzo sociale di JJ,  i due iniziano lentamente a legare e JJ fa anche la conoscenza di Kate e dei suoi vicini Carlos e Todd, una coppia omosessuale. Sophie chiede a JJ di addestrarla nelle basi dello  spionaggio e avvicina lui e sua madre.
Tuttavia, Kim alla fine scopre il coinvolgimento personale di JJ con i suoi obiettivi e porta lui e Bobbi fuori dalla missione. JJ rivela il suo incarico a Kate, che lo respinge con disgusto. Allo stesso tempo, Victor scopre e contrasta la sorveglianza della CIA e costringe il suo avvocato Koll a rivelare dove David potrebbe aver nascosto i piani. Dopo aver inscenato la propria morte, si reca a Chicago, affronta Kate, JJ e Sophie e recupera i piani. Carlos e Todd irrompono e intervengono, rivelandosi trafficanti di armi indipendenti che sono anche loro sulle tracce dei piani. Il goffo tentativo di Bobbi di aiutare si traduce nella fuga di Victor con i piani e Sophie come ostaggio.
JJ e Kate inseguono Victor fino a un aeroporto a Naperville, dove JJ fa atterrare l'aereo di fuga di Victor e inizia una rissa con lui. Nel suo tentativo di fuga, Sophie accidentalmente mette in moto l'aereo che arriva a fine pista e si ritrova appeso sul bordo di una scogliera su una recinzione di filo spinato. Victor costringe Sophie, che ha nascosto i veri piani, a consegnarli. Prima che possa sparargli, Kate lo colpisce con un colpo alla recinzione e JJ spinge l'aereo giù dalla scogliera, mandando Victor alla morte. Dopo essere stato reintegrato da Kim per il suo successo, JJ si fa assegnare in modo permanente a Chicago, dove si trasferisce con Kate e Sophie.

## Distribuzione
Il film è stato distribuito sulla piattaforma Amazon Prime Video a partire dal 03 settembre 2020.

## Sequel
Nell'agosto 2020 è stato annunciato che Amazon e STX erano in trattative per un sequel, con l'intenzione di far tornare Segal e il cast. Nel gennaio 2023 Bautista ha confermato che un sequel era in fase di sviluppo, con riprese che si sono svolte in Sud Africa e Italia.